# Esther McVey
Esther Louise McVey (Liverpool, 24 d'octubre de 1967) és una política britànica del partit conservador que és ministra d'Estat per a l'habitatge i la planificació des del 2019 i ha exercit de diputada al Parlament per a Tatton des de les Eleccions al Parlament del Regne Unit de 2017. Anteriorment va ser al Gabinet com a secretària d'Estat de Treball i Pensions el 2018 i ministre d'Estat per a l'ocupació de 2014 a 2015.
McVey va entrar per primera vegada al parlament com a diputada de Wirral West a la Cambra dels comuns a les eleccions generals de 2010. En les eleccions generals de 2015, va perdre el seu seient i va passar dos anys com a presidenta de la policia de transport britànica abans de tornar al parlament en les eleccions generals del Regne Unit de 2017, succeint a l'ex canceller del Tresor George Osborne a la circumscripció de Tatton.
Abans d'entrar en la política, McVey era empresària i presentadora de televisió, i va co-presentar GMTV amb Eamonn Holmes. McVey va ser al Govern de Cameron com a subsecretària d'Estat per a persones amb discapacitat el 2012 i 2013, abans de ser nomenada ministre d'Estat al Departament de Treball i Pensions de 2013 al 2015. Va jurar pel Consell privat el febrer de 2014, i se li va concedir el privilegi addicional d'assistir al gabinet com a ministre d'Estat per a l'ocupació en la remodelació del gabinet britànic de 2014.
Va treballar al Govern de May com a diputada per mantenir la disciplina del partit entre 2017 i 2018. Va ser nomenada secretària de treball i pensions el 8 de gener de 2018, però va dimitir el 15 de novembre de 2018 per les negociacions del Brexit i de l'acord de retirada del Brexit. El juliol del 2018, el responsable de l' Oficina Nacional d'Auditoria (NAO) va informar que McVey havia enganyat el parlament sobre el nou règim de Crèdit Universal en afirmar que l'informe NAO demostrava que s'hauria de desplegar més ràpidament quan, de fet, l'informe conclou que el desplegament hauria d'estar en pausa. Va demanar disculpes a la Cambra dels comuns el 4 de juliol de 2018 enmig de les peticions de la seva dimissió.
El juny de 2019 va optar a cap del partit conservador. Va ser eliminada a la primera volta després d'acabar a l'últim lloc amb nou vots.